# Melipona belizeae
Melipona belizeae är en biart som beskrevs av Schwarz 1932. Melipona belizeae ingår i släktet Melipona och familjen långtungebin. Inga underarter finns listade i Catalogue of Life.